# 아메리카나 (소설)
《아메리카나》(영어: Americanah)는 치마만다 응고지 아디치에의 2013년 세 번째 장편소설이다. 나이지리아에서 태어나 미국으로 유학을 떠난 소녀의 이야기를 다루고 있다. 대한민국에는 민음사에서 황가한 번역으로 출간되었다. 2014년 브래드 피트 제작, 데이비드 오옐러워와 루피타 뇽오 주연의 영화화가 발표되었다.

## 작품 소개
아메리칸드림을 찾아 떠난 나이지리아 소년과 소녀의 성장기!
아프리카 현대 문학을 이끄는 독보적인 작가 치마만다 응고지 아디치에의 청춘 일기 『아메리카나』. 나이지리아에서 좋은 교육을 받으며 구김 없이 자란 십 대 소년과 소녀가 아메리칸드림으로 각자 미국과 영국으로 떠나 겪는 인종 차별의 순간과 현실적인 경험을 발랄하고 톡톡 튀는 문체로 그려낸 작품이다. 
나이지리아에서 서양식 교육을 받고 미국을 동경해 온 소녀 이페멜루와 그녀의 첫사랑 오빈제가 삶의 역경과 부침을 겪으며 변해 가는 혹은 자기 자신을 완전히 존재하게끔 만드는 성장 소설이며 나이지리아와 미국의 정치 경제, 인종, 종교, 이민, 페미니즘, 계급 갈등 등 수많은 사회 문제를 비판적인 시산으로 바라보는 사회 소설이기도 하다. 
예쁘고 매력적인 나이지리아 소녀 이페멜루와 전학생 오빈제는 중학생 때 처음 만나 사랑을 키운 사이다. 그러나 대학생이 되어 이페멜루가 좀 더 멋진 미래를 찾아 미국으로 유학을 떠나면서 두 사람은 각자의 길을 걷게 된다. 그러나 미국에서 이페멜루를 기다리는 것은 쓰디쓴 면접 실패와 인종차별. 수차례 면접 끝에 겨우 한 백인 가정의 유모로 일하며 대학에 다니게 되지만 이페멜루는 이 과정에서 매춘에 가까운 경험을 하게 된다. 
나이지리아에 있을 때는 한 번도 자신의 인종에 대해 생각해 본 적 없지만 미국에 와서야 자신의 외모가 계층의 사다리 중에서도 가장 아래쪽에 위치한다는 사실을 알게 된 이페멜루는 특유의 독설과 유머를 혼합해 ‘미국인 흑인들에 대한 비미국인 흑인의 여러 가지 생각’이라는 인종 블로그를 운영한다. 이 블로그는 미국 전역에서 큰 호응을 얻으며 이페멜루에게 돈과 명성을 안겨 주고, 비미국인 흑인으로서의 자부심과 정체성을 찾은 이페멜루 앞에 첫사랑 오빈제가 나타나면서 그녀의 삶은 다시 나이지리아로 향한다.